# Tafraout (Argélia)
Tafraout (em árabe: تافراوت) é uma comuna localizada na província de Médéa, Argélia. De acordo com o censo de 2008, a população total da cidade era de 8 901 habitantes.